# Zámek vévodů bretaňských
Zámek vévodů bretaňských, francouzsky château des ducs de Bretagne, v Nantes je komplex budov na východní straně původního středověkého města.

## Historie vzniku pevnosti
Pevnost byla postavena ke konci 15. století Františkem II., posledním vévodou z Bretaně. Ve stavbě pokračovala jeho dcera, vévodkyně Anna Bretaňská, která byla dvakrát královnou Francie. Opevněný zámek vévodů bretaňských je pevností, která v sobě ukrývá rezidenční palác postavený z tufových kamenů. Fasády paláce jsou jemně zdobené a disponují krásnými lodžiemi ve stylu italské renesance (první vlivy renesance v oblasti.)
Později se stal královským zámkem a od 16. století sídlem guvernérů. Budova byla v historii využívána postupně jako vězení, kasárna, zbrojnice. Po kompletním restaurování byl objekt přeměněn v Historické muzeum města Nantes.

## Popis opevněného zámku

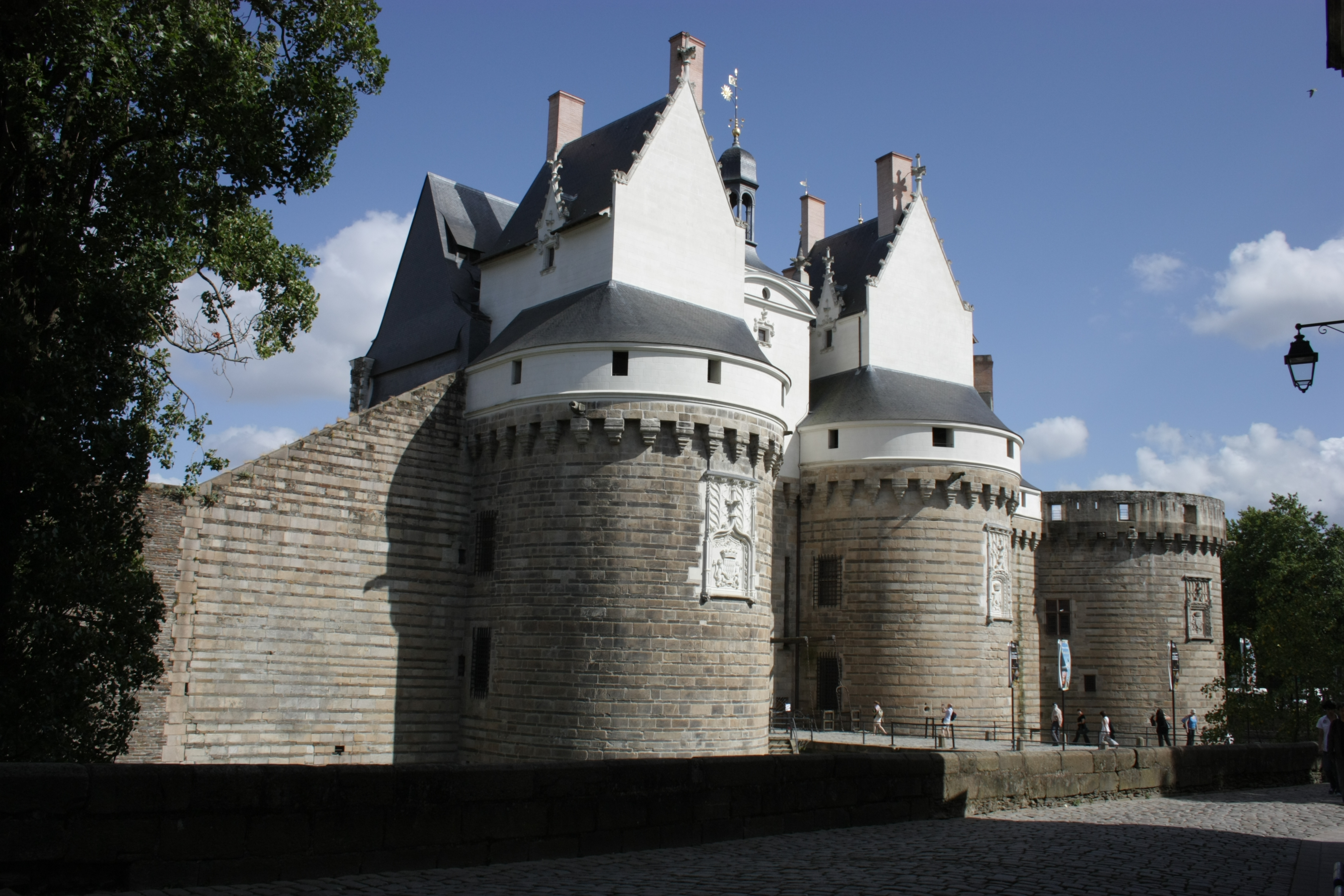

Mohutné vnější opevnění ve tvaru nepravidelného pětiúhelníku je obklopeno vodním příkopem, přes který vede do objektu padací most. Po průchodu robustní bránou, chráněnou mohutnou obrannou věží, se dostaneme na nádvoří, ze kterého vedou vchody do jednotlivých budov (Historické muzeum, Výstavní sál – galerie, obytné místnosti, vězení, sklad zbraní, atd.). Hradby jsou pochozí a přístupné, po nich je možné obejít celou pevnost a prohlídnout si jednak stavební prvky opevnění, věže, bašty, a zároveň se podívat na zajímavé okolní dominanty současného města. Nádherně tesařsky provedené krovy, jemná krajka renesanční lodžie, střelnice v interiéru, středověké chodby a schodiště, a mnoho dalších zajímavostí je zde ke zhlédnutí.